# مایک کمبل (موسیقی‌دان)
مایک کمبل (انگلیسی: Mike Campbell؛ ‏تلفظ نام‌خانوادگی: ‎/ˈkæmbəl/‎؛ ‏ زادهٔ ۱ فوریهٔ ۱۹۵۰) موسیقی‌دان اهل ایالات متحده آمریکا است. وی از سال ۱۹۷۱ میلادی تاکنون مشغول فعالیت بوده‌است.